# Леонардо Майер
Леонардо Майер (на испански: Leonardo Mayer) е аржентински тенисист. 

## Биография
Леонардо Майер е роден на 16 август 1992 г. в Буенос Айрес, Аржентина. Бащата на Леонардо се казва Орландо, работи в банка, а майка му Естела е учител. Има двама братя, Габриел и Уолтър, и сестра Вероника. Започва да играе тенис на девет години.
Приятелката му се казва Милагрос Авентин. На 27 януари 2017 г. двамата се сдобиват със син Валентино. През декември 2019 г. Леонардо и Милагрос се женят. След сватбата им се раждат близнаците Педро и Камило..

## Кариера
Леонардо Майер достига най-високо в кариерата си класиране на сингъл, като световен номер 21, през юни 2015 г., и световен номер 48 на двойки, през януари 2019 г. Той е трениран от Алехандро Фабри и Лео Алонсо.

## Кариерна статистика

### ATP финали (2 титли; 5 финала)
|        | П–З | Година | Турнир         | Клас      | Настилка | Опонент             | Резултат                 |
| ------ | --- | ------ | -------------- | --------- | -------- | ------------------- | ------------------------ |
| Загуба | 0–1 | 2014   | Чили Оупън     | 250 серии | Клей     | Фабио Фонини        | 2–6, 4–6                 |
| Победа | 1–1 | 2014   | Германия Оупън | 500 серии | Клей     | Давид Ферер         | 6–7(3–7), 6–1, 7–6(7–4)  |
| Загуба | 1–2 | 2015   | Ница Оупън     | 250 серии | Клей     | Доминик Тийм        | 7–6(10–8), 5–7, 6–7(2–7) |
| Победа | 2–2 | 2017   | Германия Оупън | 500 серии | Клей     | Флориан Майер       | 6–4, 4–6, 6–3            |
| Загуба | 2–3 | 2018   | Германия Оупън | 500 серии | Клей     | Николоз Басилашвили | 4–6, 6–0, 5–7            |